# Kênh Quan Chánh Bố
Kênh Quan Chánh Bố là một kênh đào ở huyện Duyên Hải, tỉnh Trà Vinh, Việt Nam.
Một đầu kênh nối với sông Hậu ở xã Định An (Trà Cú). Kênh chạy dọc theo ranh giới Duyên Hải và Trà Cú ở phía bắc quốc lộ 53, ranh giới giữa thị xã Duyên Hải và huyện Duyên Hải rồi đổ ra biển ở giữa 2 xã Trường Long Hòa và Hiệp Thạnh.
Kênh Quan Chánh Bố được đào vào thời gian 1837 – 1838 để dẫn nước sông Hậu vào rửa mặn đồng lầy Láng Sắc. Công trình đào kênh do quan bố chánh Trần Trung Tiên phụ trách.
Năm 2009, Bộ Giao thông vận tải triển khai dự án mở luồng mới vào sông Hậu thay cho cửa Định An. Dự án đã mở rộng 19,2 km của kênh Quan Chánh Bố tính từ chỗ nối với sông Hậu đến xã Long Khánh. Đồng thời, một kênh mới gọi là kênh Tắt dài 8,2 km được đào nối phần cuối đoạn mở rộng trên qua xã Đông Hải ra biển. Dự án mở rộng và kéo dài kênh Quan Chánh Bố ra biển được khởi công từ cuối năm 2009 và hoàn thành vào năm 2016. Sau khi dự án được hoàn thành, luồng vào sông Hậu có thể tiếp nhận tàu biển lớn 20.000 tấn giảm tải và 10.000 tấn đầy tải.